# Nat Geo Music
Nat Geo Music est une chaîne de télévision française appartenant à Fox International Channels France ayant émis entre 2009 et 2011.

## Histoire
Le 1er octobre 2009, Nat Geo Music est lancée sur l'ADSL avec La TV d'Orange. Nat Geo Music célèbre la rencontre entre différents genres musicaux issus de tous les pays. La chaîne s'arrêta presque 2 ans plus tard.

## Programmes
Nat Geo Music est une invitation au voyage via des clips, des concerts, des documentaires et des interviews d’artistes dont les histoires soulignent l’importance de la musique dans la perception du monde qui nous entoure.Parmi les chanteurs que vous pourrez entendre sur cette chaîne, il y aura : Manu Chao, Ben Harper, Youssou N'Dour, Django Reinhardt, Mano Negra, les Négresses vertes, MC Solaar ou encore IAM.

## Diffusion
La chaîne est diffusée dès son lancement sur La TV d'Orange, qui sera suivi plus tard par Free et Canalsat Web TV.